# 魏伯恩 (德国)
魏伯恩是德国莱茵兰-普法尔茨州的一个市镇。总面积10.56平方公里，总人口1515人，其中男性735人，女性780人（2011年12月31日），人口密度143人/平方公里。